# 李赋京
李赋京（1900年—1988年），男，陕西蒲城人，中国解剖学家、组织胚胎学家、医学教育家，曾任同济医科大学教授。李赋都之兄、李赋宁堂兄。